# Крамник (село)
Крамник (пол. Kramnik) — село в Польщі, у гміні Дубенінки Ґолдапського повіту Вармінсько-Мазурського воєводства.
У 1975-1998 роках село належало до Сувальського воєводства.